# Kaoh Mitt
Kaoh Mitt es una comuna (khum) del distrito de Kompung Siem, en la provincia de Kompung Cham, Camboya. En marzo de 2008 tenía una población estimada de 6214 habitantes.
Se encuentra ubicada en la llanura camboyana, al sureste del lago Sap (Tonlé Sap) y a escasa distancia del río Mekong y de la frontera con Vietnam.